# Karataviella
Karataviella — викопний рід водяних клопів з сучасної родини гребляків (Corixidae). Існував наприкінці юрського та на початку крейдового періодів. Викопні рештки знайдені в Китаї, Казахстані та Бурятії.

## Піклування про потомство
У 2022 році на північному сході Китаю знайдено 30 зразків клопів виду Karataviella popovi. У кожного з виявлених комах на середній лівій нозі розташовувалася акуратна кладка яєць, в якій яйця лежали рядами по шість-сім штук, формуючи гроно. Імовірно, самиці клопів домагалися такого розташування, підгинаючи ногу під черевце і послідовно укладаючи яйця на слизову «подушку». Під час плавання вода вільно обтікала всю кладку, забезпечуючи потомство киснем, але для утримання рівноваги клопу, ймовірно, доводилося активніше гребти незайнятою яйцями правою середньою ногою. Подібні асиметричні кладки тільки на одній нозі не трапляються ні в якого іншого виду вимерлих або існуючих комах. Ймовірно, така репродуктивна поведінка було лише пробним пострілом в еволюції комах, і надалі водяні клопи перейшли до формування симетричних кладок на обох ногах або на спинці клопа-батька, що виявилося набагато вигідніше з гідродинамічної точки зору.